# 長田幹彦
長田 幹彦（ながた みきひこ、1887年（明治20年）3月1日 - 1964年（昭和39年）5月6日）は、日本の小説家、作詞家。

## 人物
1887年、東京府麹町区飯田町に生まれる。兄は劇作家の長田秀雄。1904年（明治37年）3月に東京高等師範学校附属中学校（現・筑波大学附属高等学校）を卒業する。中学時代から兄秀雄の影響で新詩社の『明星』に参加するが、後に脱退して1909年（明治42年）頃から『スバル』に同人として参加、詩作を投稿した。早稲田大学在学中に北海道に渡り、炭鉱夫や鉄道工夫、或いは旅役者の一座に身を投ずるなどして各所を放浪した。1911年（明治44年）から翌年にかけてその時の体験を基にした小説「澪」「零落」を『中央公論』に発表して高い評価を受け人気作家となった。1912年（明治45年）に早稲田大学英文科を卒業する。
1913年（大正2年）から1915年（大正4年）にかけて「霧」「扇昇の話」「自殺者の手記」を発表する。これらの作品で当時新進の谷崎潤一郎とともに耽美的作風を併称され、「幹彦潤一郎」と並び称された。1912年夏、谷崎が京都に遊んだ際には連れ立って遊興したが、次第に関係が悪化し、以後、両者の交遊は疎になる。
祇園滞在時の知見を基に、そこの情緒や舞妓たちの宿命を「祇園」「鴨川情話」「祇園情話」として発表する。これらの花柳の巷を舞台とする「祇園もの」でも情話作家として人気を博し、吉井勇と併称されたが、1916年（大正5年）、赤木桁平から「遊蕩文学」として攻撃された。以降も約300の長編と約600の短編に亘る多量の作品を書いたが、次第に文壇の最前線からは遠ざかった。長田の作品は全集としても刊行された。
1918年（大正6年）から1922年（大正11年）にかけて、尾崎紅葉の「金色夜叉」の続編として「続金色夜叉」「金色夜叉終編」を発表する。北海道置戸に訪れた長田は大自然と開墾途上の風景に感動しその実体験から作品を書き上げた。物語は、失恋や金銭欲を乗り越えて、大自然の中で開拓に挑む貫一の夢と、彼を巡る友情と再会を描く。廃駅となった置戸駅跡ぽっぽ（現在　置戸ぽっぽ絵画館）には、貫一とお宮「再会の松」と「再会の像」があり、物語で貫一が開設した”興農園”の場所（現在　鹿ノ子ダム）に建てられた続金色夜叉記念碑には長田の言葉が刻まれている。
1925年（大正14年）にラジオ放送が開始されると、ラジオドラマの創造を補佐するため、小山内薫や久保田万太郎などと伴に「ラジオドラマ研究会」を東京放送局内に設置した。長田はその中心となり脚本の懸賞公募、声優の育成に努めるとともに、自身でも専用の脚本を文芸顧問として執筆した。昭和に入ると日本ビクター顧問として専属の作詞家となり、「祇園小唄」「島の娘」「天竜下れば」などの多数の作詞を手掛けた。
1941年（昭和16年）8月、内閣情報局が行った大量発禁処分では、長田の小説も「風俗壊乱の恐れ」のある一つとして槍玉にあがった（具体的な発禁対象小説名は秘匿された）。
第二次世界大戦後は「青春時代」等の回想記や通俗小説などを発表しつつ心霊学にも関心を持ち、「超心理現象研究会」を主宰していた。1952年には『幽霊インタビュー』を刊行している。また、阿部定と組み「昭和一代女」という阿部定事件を演じる劇団を旗揚げしたこともある。1964年5月6日に東京で死去した。

## 著作
1913年
- 旅役者 浜口書店
- 祇園 浜口書店
- 船客 春陽堂

1914年
- 霧 九十九書房
- 春の鳥 塚原書店
- 老兵の話 千章館

1915年
- 自殺者の手記 新橋堂
- 舞姫 植竹書院
- 雪の夜がたり 春陽堂

1916年
- 舞姿 吉井勇共著 阿蘭陀書房
- 情炎 春陽堂

1917年
- ゆく春 玄文社
- 祇園待宵草 春陽堂
- 港の唄 春陽堂
- 続金色夜叉 春陽堂
- 小蔦 春陽堂(侠艶情話集)
- Y夫人の死 正午出版社
- アンデルセン御伽噺 冨山房

1918年
- 草笛 春陽堂(自然と人生叢書)
- 書簡文の準備 春陽堂 (文芸研究叢書)
- 不知火 前後編 玄文社

1919年
- 若き妻 春陽堂
- 呼子鳥 玄文社
- 絵日傘 1-5巻 玄文社

1920年
- 師匠の娘 春陽堂
- 金色夜叉終編(上巻) 春陽堂
- 白鳥の歌 玄文社
- 夜の鳥 春陽堂
- 恋ごろも 玄文社

1921年
- 九番館 博文館

1922年
- 春のゆくへ 実業之日本社
- 夕雲 玄文社
- 野火 玄文社
- 金色夜叉終編(下巻) 春陽堂

1923年
- 幻の塔 玄文社
- 幹彦全集 第1-4巻 春陽堂

1924年
- 大地は震ふ 春陽堂
- 沈む夕陽 大日本雄弁会

1925年
- アルト・ハイデルベルヒ フェルステル 文芸日本社 世界文芸映画傑作集
- 悲しき遍路・復讐・霧 春陽堂 (ラヂオドラマ叢書)

1926年
- 霧の小唄 春陽堂
- 人形の家 イプセン 生方書店 (世界名著叢書)

1927年
- 緑の処女 春陽堂

1928年
- 現代長篇小説全集 第2 長田幹彦篇 新潮社
- 新選長田幹彦集 改造社

1930年
- 現代日本文学全集 第43篇 岡本綺堂集 長田幹彦集 改造社
- 女優部屋 中央公論社

1931年
- 現代語西鶴全集 第5巻 好色五人女・好色一代女 春秋社
- 緑衣の聖母 改造社

1932年
- 虹の歌 春陽堂

1933年
- 神風連 春陽堂

1934年
- 情話新集 1-3 新小説社
- 祇園囃子 新小説社
- 島の娘・月夜烏 新小説社

1936年
- 長田幹彦全集 全15巻別冊 非凡閣

1942年
- 南の凱歌 奥川書房

1946年
- 愛の山河 江戸書院
- 祇園しぐれ 江戸書院

1948年
- 祇園のお雪 モルガン夫人の生涯 滝書店

1949年
- 小説天皇 光文社

1950年
- 明治天皇 光文社

1952年
- 幽霊インタービュー 出版東京
- 青春時代 出版東京

1953年
- 人間叙情 要書房
- 文豪の素顔 要書房
- 霊界 大法輪閣

1955年
- 私の心霊術 福書房

1959年
- 霊界五十年 大法輪閣